# Арольд, Марлизе
Марлизе Арольд (нем. Marliese Arold; род. 29 марта 1958[…], Эрленбах-ам-Майн, Бавария) — немецкая детская писательница, одна из наиболее издаваемых детских писательниц современной Германии.

## Биография
Родилась в 1958 году в ФРГ в Эрленбахе-на-Майне младшей из трёх детей. Рано проявила склонность к литературному творчеству: свои первые стихи она написала в восемь лет, а свой первый детектив — в двенадцать.
Окончив среднюю школу, она вышла замуж и получила высшее образование в Штутгарте по специальности библиотечное дело, организация детских библиотек. В 1980 году она вернулась в Эрленбах и с тех пор посвятила себя литературе.
Первые её книги были опубликованы в 1983 году. В том же году у нее родилась дочь, а два года спустя — сын.
По состоянию на 2024 год, Марлизе Арольд проживает с мужем в Эрленбахе и продолжает работать над новыми книгами.

## Творчество
На данный момент (2024) Марлизе Арольд написала более 180 книг, переведённых на 20 языков. Большинство из них являются произведениями, ориентированными на детскую аудиторию, и имеют сюжет и фабулу, достаточно традиционные для произведений этого жанра.
Среди них:
- Серия «Совершенно секретно: Машина времени» («ZM Streng geheim»; 29 томов в двух сериях)
- «Волшебные девчонки» («Magic Girls»; 12 томов и 13-й дополнительный)
- «Парк призраков» («Gespensterpark»; 6 томов, 2002–2006)
- «Путешествие во времени» («Time Travel»; 4 тома, 2002–2003)
- «Элла Вампирелла» («Ella Vampirella»; 3 тома)
- «Cool Cats & Hot Dogs»

Помимо детской литературы, Марлизе Арольд также является автором произведений, ориентированных на подростков старшей возрастной группы, где рассматриваются такие темы, как анорексия, ВИЧ, жизнь турецких девушек в Германии. Среди произведений Арольд на социальные темы можно назвать:
- Совершенно невесомая – Мириам страдает анорексией. — Völlig schwerelos – Miriam ist Magersüchtig. Loewe Verlag, 1997, ISBN 3-7855-3051-X
- Я хочу жить! Надин ВИЧ-положительная. — Ich will doch leben! Nadine ist HIV-positiv. Loewe Verlag, 1995, ISBN 3-7855-2756-X
- Так же свободен, как и ты? Хатидже живет между двумя мирами. — So frei wie ihr? Hatice lebt zwischen zwei Welten. Fischer-Taschenbuch-Verlag, Frankfurt am Main 2008, ISBN 978-3-596-80754-3

И др.
Различные произведения Марлизе Арольд были удостоены пяти немецких литературных наград.

## Издания на русском языке
Цикл книг «Восьмой день»
- Замок Вечности : [12+] / перевод с немецкого Ж. Таль. - Москва : Эксмо, 2021. - 316, [2] с. : ил.; 22 см. - (Восьмой день).; ISBN 978-5-04-111044-4
- Тёмная тайна : [для среднего школьного возраста : 12+] / перевод с немецкого Ж. Таль. - Москва : Эксмо, 2021. - 316, [2] с. : ил.; 22 см. - (Восьмой день).; ISBN 978-5-04-111050-5
- Старые секреты : [12+] / перевод с немецкого Ж. Таль. - Москва : Эксмо, 2021. - 316, [2] с. : ил.; 22 см.; ISBN 978-5-04-111053-6
- Вечная тьма : [12+] / перевод с немецкого Ж. Таль. - Москва : Эксмо, 2021. - 331, [3] с. : ил.; 22 см. - (Восьмой день).; ISBN 978-5-04-111054-3

«Парк привидений»
- Парк привидений : повести : [12+] / пер. с нем. Людмилы Есаковой. - Санкт-Петербург : Азбука-классика, 2006. - 291, [2] с. : ил.; 21 см. - (Круг чтения) (Детская библиотека).; ISBN 5-352-01913-6
- Парк привидений. Похищение : Похищение : [повести] / пер. с нем. Людмилы Есаковой. - Санкт-Петербург : Азбука-классика, 2005. - 394,[1] с. : ил.; 21 см. - (Секретная миссия).; ISBN 5-352-01394-4

«Волшебница Майла»
- Запрещённое заклинание : [12+] / перевод с немецкого Н. Г. Штанцик. - Москва : Эксмо, 2022. - 236, [2] с.; 22 см. - (Волшебница Майла).; ISBN 978-5-04-165306-4
- Волшебница Майла. Магазинчик «Всё, чего пожелаете!» : [12+] / перевод с немецкого Н. Г. Штанцик. - Москва : #эксмодетство, 2022. - 236, [2] с. : ил.; 22 см. - (Серия «Магазинчик Всё, чего пожелаете!»)
- Волшебница Майла. Волшебный шкаф-экспресс : [12+] / перевод с немецкого Н. Г. Штанцик. - Москва : #эксмодетство, 2022. - 236, [2] с. : ил.; 22 см. - (Волшебница Майла).; ISBN 978-5-04-157759-9

Вне серий
- Детективы со счастливого острова. Дело об очень странном воре : [для дошкольного возраста : текст для чтения взрослыми детям : 6+] /  перевод с немецкого О. В. Козонковой ; иллюстрации Флориана Биге. - Москва : #эксмодетство, 2020. - 125, [2] с. : цв. ил.; 24 см. - (Пушистые детективы) (Книга для первого чтения).; ISBN 978-5-04-109339-6